# Betty Nansen
Betty Nansen, ursprungligen Anna Maria Müller, född 19 mars 1873, död 15 mars 1943, var en dansk skådespelare och teaterledare.

## Biografi
Nansen debuterade 1893 på Casinoteatret, var 1896–1899 och 1907–1910 anställd vid Det Kongelige Teater och 1899–1903 vid Dagmarteatern. Hon ledde som meddirektris 1903–1905 Folketeatret och 1912–1913 egen turné.
Från 1905 gästspelade hon i Sverige, Norge och Finland och uppträdde även i Ryssland samt 1914–1916 i USA. I Stockholm spelade hon 1905 och 1911. Nansens verklighetsnära skådespeleri bars av scennärvaro och ett levande temperament, som särskilt kom fram i hennes gestaltningar av samtida kvinnor. Bland hennes roller märks Rebecca West i Rosmersholm, titelrollen i Maria Stuart av Bjørnstjerne Bjørnson och i Agnete av Amalie Skram; Klara Sang i Över förmåga, Tora Parsberg i Paul Lange och Tora Parsberg, Laura i Fadren, Magda i Hemmet och Christine Mannon i Klaga månde Elektra.
Hon filmdebuterade i Danmark 1909 och i Hollywood 1914. Hon var ledare för Betty Nansen Teatret på Frederiksberg 1917–1943. Hon var gift första gången 1896–1911 med den danske författaren Peter Nansen och från 1927 med skådespelaren Henrik Bentzon.

## Filmografi
- 1915 – Anna Karenina (USA)[6]

## Teater

### Roller
| År   | Roll          | Produktion                               | Regi             | Teater                     |
| ---- | ------------- | ---------------------------------------- | ---------------- | -------------------------- |
| 1905 | Magda         | Hemmet Hermann Sudermann                 |                  | Svenska teatern, Stockholm |
| 1905 | Cyprienne     | Vi skiljas Victorien Sardou              |                  | Svenska teatern, Stockholm |
| 1905 | Polly Wangel  | En lektion Walter Christmas              |                  | Svenska teatern, Stockholm |
| 1905 | Agnete        | Agnete Amalie Skram                      |                  | Svenska teatern, Stockholm |
| 1905 | Markgrevinnan | Livets dal Max Dreyer                    | Karl Hedberg     | Svenska teatern, Stockholm |
| 1905 | Marguerite    | Kameliadamen Alexandre Dumas d.y.        |                  | Svenska teatern, Stockholm |
| 1911 | Ovidia Beck   | Kärlekens ögon Johan Bojer               |                  | Svenska teatern, Stockholm |
| 1911 | Jacqueline    | En hustru för mycket Francis de Croisset | Gunnar Klintberg | Svenska teatern, Stockholm |